# Anthracoceros
Az Anthracoceros a madarak osztályába, a  szarvascsőrűmadár-alakúak (Bucerotiformes) rendjébe és a szarvascsőrűmadár-félék (Bucerotidae) családjába tartozó nem.

## Rendszerezésük
A nemet Heinrich Gottlieb Ludwig Reichenbach német botanikus és ornitológus írta le 1849-ben, az alábbi fajok tartoznak ide:
- maláj szarvascsőrű (Anthracoceros malayanus)
- Sulu-szigeteki szarvascsőrű (Anthracoceros montani)
- malabári szarvascsőrű (Anthracoceros coronatus)
- keleti szarvascsőrű (Anthracoceros albirostris)
- palawani szarvascsőrű (Anthracoceros marchei)

## Előfordulásuk
Dél- és Délkelet-Ázsiában honosak. Természetes élőhelyei a szubtrópusi és trópusi síkvidéki esőerdők, erdők és szavannák, valamint ültetvények és szántóföldek. Állandó, nem vonuló fajok.

## Megjelenésük
Testhosszuk 50-65 centiméter körüli.